# Jean Bullant
Jean Bullant, född omkring 1520 och död 1578, var en fransk arkitekt.
Bullant fick efter studier i Italien fortsätta flera betydande slottsbyggen, såsom Chambord, Fontainebleau, Écouen. Det sistnämnda slottet fullbordades 1552 av Bullant. Han byggde även det lilla slottet Châtelet vid Chantilly. Som författare framträdde Bullant med Reigle généralle d' architecture (1564).